# .375 Cheyenne Tactical
.375 Cheyenne Tactical или .375 CheyTac (9.5х77 мм) — специализированный снайперский боеприпас для стрельбы на большие дистанции.

## История
Патрон разработан в 2009 году на базе его прародителя .408 Cheyenne Tactical. Официально сертифицирован в 2017 году под обозначением .375 Chey Tac.
Изначально разрабатывался как гражданский патрон, но в связи с последними событиями войн, успешно применяется на ряду с .408 Cheyenne Tactical и 10 × 100 BWA в зонах боевых действий и внедряется в войска.
С 2023 года нелегально производится подсанкционной российской оружейной фирмой Lobaev Arms полностью на российских мощностях.

## Описание
Патрон .375 CheyTac создан на основе такого популярного снайперского патрона для сверхдальней стрельбы как .408 Cheyenne Tactical, путем переобжатия его гильзы до нового калибра пули 9,5 мм. В результате несколько снизилась отдача и повысился баллистический коэффициент по сравнению с .408 Chey Tac, потому новый патрон идеально подходит для точной стрельбы на большие расстояния. Известно, что австралийские боевые снайперы успешно использовали .375 CheyTac для поражения целей на расстоянии более 3000 ярдов (2743 метра). Масса пуль варьируется от 21,5 до 26,2 грамма, но наиболее результативно себя показали пули массой в 350 грейн (22,6 грамма).

## Интересные факты
- В октябре 2020 года ЦРУ удалило чертежи патронов .375 CT и его старшего брата .408 CT со своего веб-сайта. Это следует за неподтвержденными заявлениями о неисправности системы оружия C.I.P. Компания Peterson, как заявленный крупнейший в мире поставщик латуни для этих гильз, была ошарашена удалением чертежей и в ответ подготовила и опубликовала (действующие) повторные отрисовки официальных чертежей. В конце 2022 года чертежи патронов были добавлены обратно в C.I.P. Возможно это было связано с будущим военным конфликтом России и Украины.